# Wapen van Serooskerke (Veere)

Wapen van Serooskerke

Het wapen van Serooskerke werd op 31 juli 1817 bevestigd door de Hoge Raad van Adel aan de Zeeuwse gemeente Serooskerke. Per 1 juli 1966 ging Serooskerke op in de gemeente Veere. Het wapen van Serooskerke is daardoor definitief komen te vervallen als gemeentewapen.

## Blazoenering
De blazoenering van het wapen luidde als volgt:
Van lazuur met drie hondenkoppen van goud.
De heraldische kleuren zijn lazuur (blauw) en goud (goud of geel).

## Verklaring
Het gemeentewapen vormde eerst de heerlijkheidswapen van de heerlijkheid Serooskerke. In de Nieuwe Cronijk van Zeeland van Smallegange wordt het wapen ook genoemd, alleen zijn de koppen van zilver en waren ze getongd van keel. Het wapen is afgeleid van het familiewapen van het geslacht Van Tuyll van Serooskerken. De kleuren van dat wapen zijn zilver en rood. De kleuren die in 1817 aan het gemeentewapen werden toegekend zijn de rijkskleuren van Nederland.
Het wapen van Serooskerke is in deze vorm gelijk aan het Serooskerke op Schouwen-Duiveland.

## Vergelijkbare wapens

Wapen van geslacht Van Tuyll van Serooskerken
Wapen van Serooskerke (Schouwen-Duiveland)
Heerlijkheidswapen

Aagtekerke
· Aardenburg
· Arnemuiden
· Axel
· Baarland
· Bath
· Biervliet
· Biggekerke
· Bloois
· Bommenede
· Borssele
· Boschkapelle
· Botland
· Breskens
· Brigdamme
· Brijdorpe
· Brouwershaven
· Bruinisse
· Burgh
· Buttinge
· Cadzand
· Clinge
· Colijnsplaat
· Domburg
· Dreischor
· Driewegen
· Duiveland
· Duivendijke
· Elkerzee
· Ellemeet
· Ellewoutsdijk
· Eversdijk
· Gapinge
· Graauw en Langendam
· 's-Gravenpolder
· Grijpskerke
· Groede
· Haamstede
· 's-Heer Abtskerke
· 's-Heer Arendskerke
· 's-Heer Hendrikskinderen
· 's-Heerenhoek
· Heille
· Heinkenszand
· Hengstdijk
· Hoedekenskerke
· Hoek
· Hontenisse
· Hoofdplaat
· Hoogelande
· IJzendijke
· Kapelle
· Kats
· Kattendijke
· Kerkwerve
· Klaaskinderkerke
· Kleverskerke
· Kloetinge
· Koewacht
· Kortgene
· Koudekerke
· Krabbendijke
· Kruiningen
· Looperskapelle
· Maire
· Mariekerke
· Meliskerke
· Middenschouwen
· Nieuw- en Sint Joosland
· Nieuwerkerk
· Nieuwerkerke
· Nieuwlande
· Nieuwvliet
· Nisse
· Noordgouwe
· Noordwelle
· Oostburg
· Oosterland
· Oostkapelle
· Oost-Souburg
· Oost- en West-Souburg
· Ossenisse
· Oud-Vossemeer
· Oudelande
· Ouwerkerk
· Overslag
· Ovezande
· Philippine
· Poortvliet
· Renesse
· Rengerskerke en Zuidland
· Retranchement
· Rilland
· Rilland-Bath
· Ritthem
· Sas van Gent
· Scherpenisse
· Schoondijke
· Schore
· Serooskerke (Schouwen-Duiveland)
· Serooskerke (Veere)
· Sinoutskerke en Baarsdorp
· Sint Anna ter Muiden
· Sint-Annaland
· Sint Jansteen
· Sint Kruis
· Sint Laurens
· Sint-Maartensdijk
· Sint Philipsland
· Sirjansland
· Sluis
· Sluis-Aardenburg
· Stavenisse
· Stoppeldijk
· Valkenisse (Walcheren)
· Valkenisse (Zuid-Beveland)
· Vogelwaarde
· Vrouwenpolder
· Waarde
· Waterlandkerkje
· Wemeldinge
· West-Souburg
· Westdorpe
· Westenschouwen
· Westerschouwen
· Westkapelle
· Westkapelle-Buiten en Sirpoppekerke
· Westkerke
· Wissekerke
· Wissenkerke
· Wolphaartsdijk
· Yerseke
· Zaamslag
· Zierikzee
· Zonnemaire
· Zoutelande
· Zuiddorpe
· Zuidzande
· Zwake

Dorpswapens: Geersdijk
· Hansweert
· Kamperland